# Palazzo Loffredo (Potenza)
Palazzo Loffredo è un palazzo storico situato nel centro storico di Potenza. Si affaccia su largo Duomo, largo Pignatari e via Andrea Serrao. L'edificio, la cui prima funzione fu ospitare gli uffici della sede amministrativa della contea, è fra gli esempi più rilevanti dell'edilizia civile potentina. 
Dopo aver ospitato l'Ufficio dell'Intendenza, il Real Collegio e il Conservatorio di Potenza "Gesualdo da Venosa" nel XIX secolo, l'Istituto Tecnico-Commerciale "Leonardo Da Vinci" e il Convitto Nazionale "Salvator Rosa" nel corso del XX secolo, dal 2005 è la sede del Museo archeologico nazionale della Basilicata.

## La storia

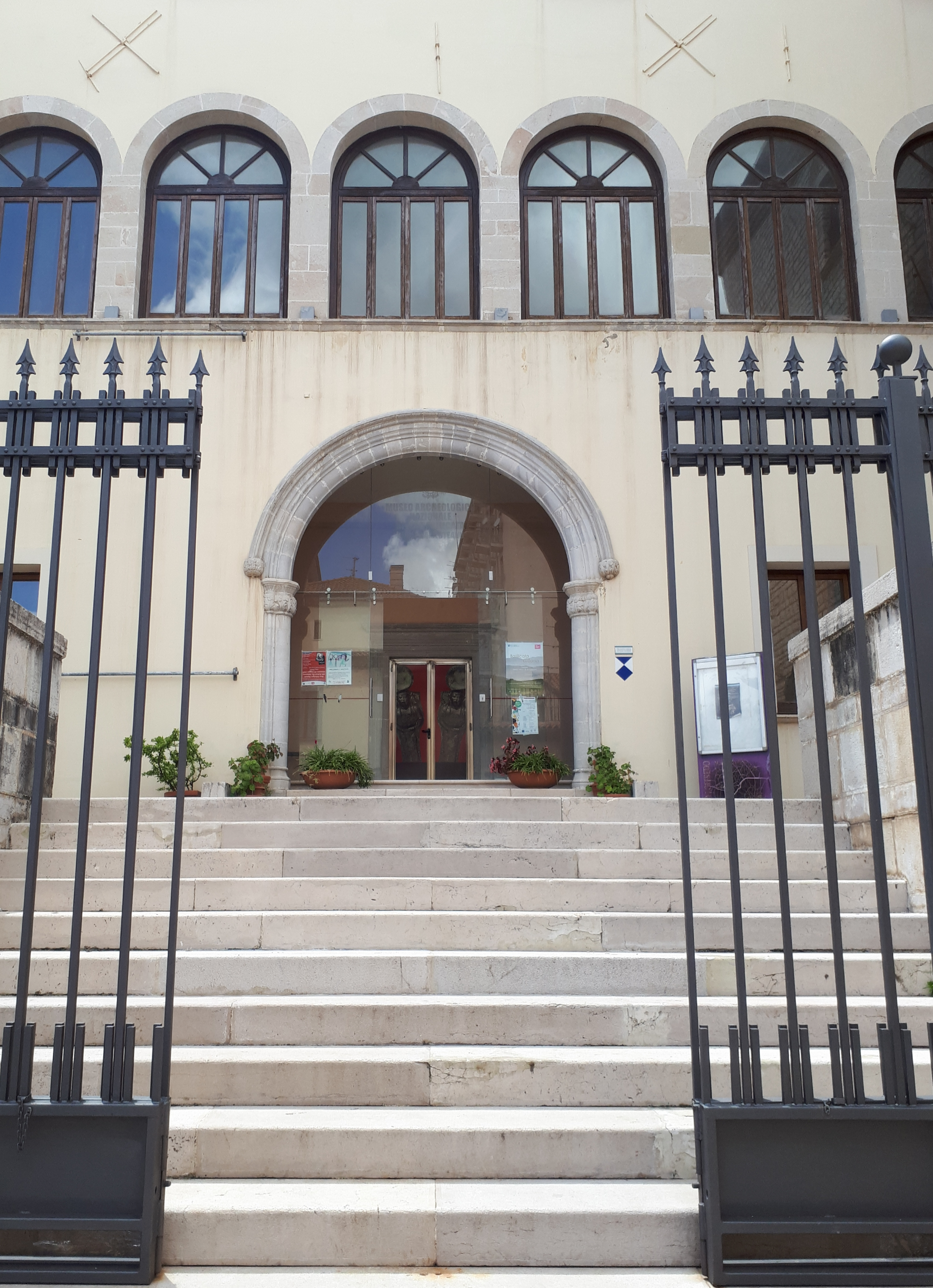
Ingresso di Palazzo Loffredo

### Dai conti De Guevara ai Lannoy
Il 26 febbraio del 1443 Alfonso V d'Aragona entrava trionfalmente a Napoli; al suo seguito si trovava anche Iñigo de Guevara. Al nobil uomo d'arme fu assegnata dal sovrano aragonese nel 1444 la contea di Potenza, insieme con le terre di Vignola, Anzi, Vietri e Rivisco. I Guevara lasciarono nel corso del possesso della contea, durato oltre un secolo e mezzo, numerosi segni tangibili della loro presenza nell'urbanistica cittadina, tra cui il palazzo comitale fatto costruire da Iñigo tra la fine del XV e l’inizio del XVI secolo su un sito che era occupato, a partire dalla prima metà del XIV secolo, da un monastero della congregazione dei Celestini.

### Da Enrico Loffredo agli inizi del XIX secolo
La città passò nel 1596 ai Lannoy, con il matrimonio di Filippo II di Lannoy con Porzia de Guevara e nel 1604 ai Loffredo marchesi di Trevico, con il matrimonio di Beatrice con Enrico Loffredo. 
Il sisma del 1694 danneggiò gravemente la Cattedrale e il palazzo comitale, mentre quello del 1698, caratterizzato da scosse minori ma più frequenti, suscitò molto panico fra la popolazione, ma nessuna grave conseguenza. Tuttavia altre fonti forniscono un resoconto molto più grave della situazione cittadina alle porte del XVIII secolo. I danni apparivano capillarmente diffusi per tutta la città, con gravi lesioni ad abitazioni e botteghe, fino a renderle inabitabili, e crolli lungo le strade pubbliche.

### Il XIX secolo
Agli inizi dell'800, con l'elevazione di Potenza a Capoluogo di Provincia, sorse il problema dell'ubicazione dell'ufficio dell'Intendenza, simbolo della nuova identità della città. Diversi furono gli edifici candidati ad accogliere tale prestigioso ufficio, fra cui il convento francescano; tuttavia, nel 1813, il regime murattiano dispose la temporanea ubicazione dell'Intendenza a Palazzo Loffredo. Lo stato e la distribuzione degli ambienti dell'edificio vengono descritti con precisione in una perizia dell'ingegnere Leonardo Olivieri: 
(Archivio di Stato di Napoli, Affari demaniali Winspeare, fsc. 13, f.lo 9, perizia dell'Olivieri del 31 gennaio 1813)
Con decreto di Ferdinando I del 1º maggio 1816 il Real Collegio di Basilicata fu trasferito a Potenza dalla vicina Avigliano. I locali necessari furono ricavati nel vecchio complesso del Seminario, secondo un progetto dell'ingegnere Olivieri. Tuttavia gli spazi a disposizione erano angusti e, per questo, il disegno fu approvato con grosse riserve e dopo molte discussioni; in ogni caso fu una scelta obbligata dall'indisponibilità di altri locali che potessero ospitare la prestigiosa scuola. Nel 1822 si rese disponibile Palazzo Loffredo che soddisfaceva tutti i requisiti: posizione ottimale (di fronte al Vescovado), e la necessaria rappresentatività. Gli ingegneri Scodes e Massari lavorarono al progetto di adattamento dell'edificio, eseguito entro il 1830.
Le vicende del '48 interessarono tutto il Regno e a Potenza un focolaio di rivoluzione si ebbe proprio all'interno del corpo docente del Collegio. A seguito di tali eventi, nel 1850, la direzione della scuola venne affidata ai Padri Gesuiti, che giunsero nel capoluogo. I religiosi furono promotori di importanti iniziative, tra cui il restauro del palazzo baronale, un potenziale trasferimento nel Palazzo del Tribunale e la riapertura del vecchio collegio di Avigliano. Ritenendo Palazzo Loffredo inadatto, decisero di costruire un nuovo edificio su una zona di proprietà dei Viggiani, nella parte meridionale dell'abitato. I lavori non andarono a lungo avanti, poiché nel 1860 i Gesuiti furono cacciati dalla città. Su tale costruzione sorgerà agli inizi del XX secolo il palazzo degli Uffici Governativi. Nel 1862, il Real Collegio, dopo aver ospitato nel '61 un reparto dell'esercito giunto in città per la lotta al brigantaggio, verrà convertito in Liceo

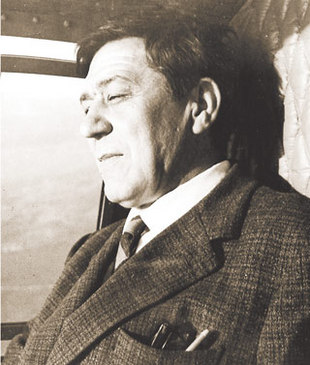
Dinu Adamesteanu in elicottero (Italia - 1966)

### Dal XX secolo ad oggi
Nel corso del Novecento il palazzo ha ospitato fra i suoi locali il Conservatorio di Potenza "Gesualdo da Venosa", l'Istituto Tecnico-Commerciale "Leonardo Da Vinci" e il Convitto Nazionale "Salvator Rosa". 
Dal 2005 ospita il Museo Archeologico Nazionale della Basilicata "Dinu Adameșteanu". Il Museo è articolato su due piani secondo un criterio cronologico e territoriale che offre al visitatore il quadro archeologico dell’intera regione, dalla fase precedente alla colonizzazione greca sino alla conquista romana, con un approfondimento sul territorio di Potenza. Particolare attenzione è riservata ai ritrovamenti di Vaglio, da cui provengono ricchi corredi funerari, databili tra la fine del VI e la metà del V secolo a.C. Le raffinate armature dalle tombe dei guerrieri e i preziosi gioielli dalle tombe femminili attestano la presenza di una élite in cui si possono riconoscere i re (basileis) dei Peuketiantes, le genti che occupavano il territorio in età arcaica.  Le testimonianze più significative riguardanti l'occupazione della Basilicata interna nel corso del IV secolo a.C. da parte dei Lucani sono state restituite dal santuario di Rossano di Vaglio: lamine sbalzate, frammenti di statue in bronzo, gioielli in oro e argento, statuette in marmo e in terracotta costituiscono gli ex-voto più preziosi, esposti nel Museo con un allestimento particolarmente suggestivo.

## La struttura storica

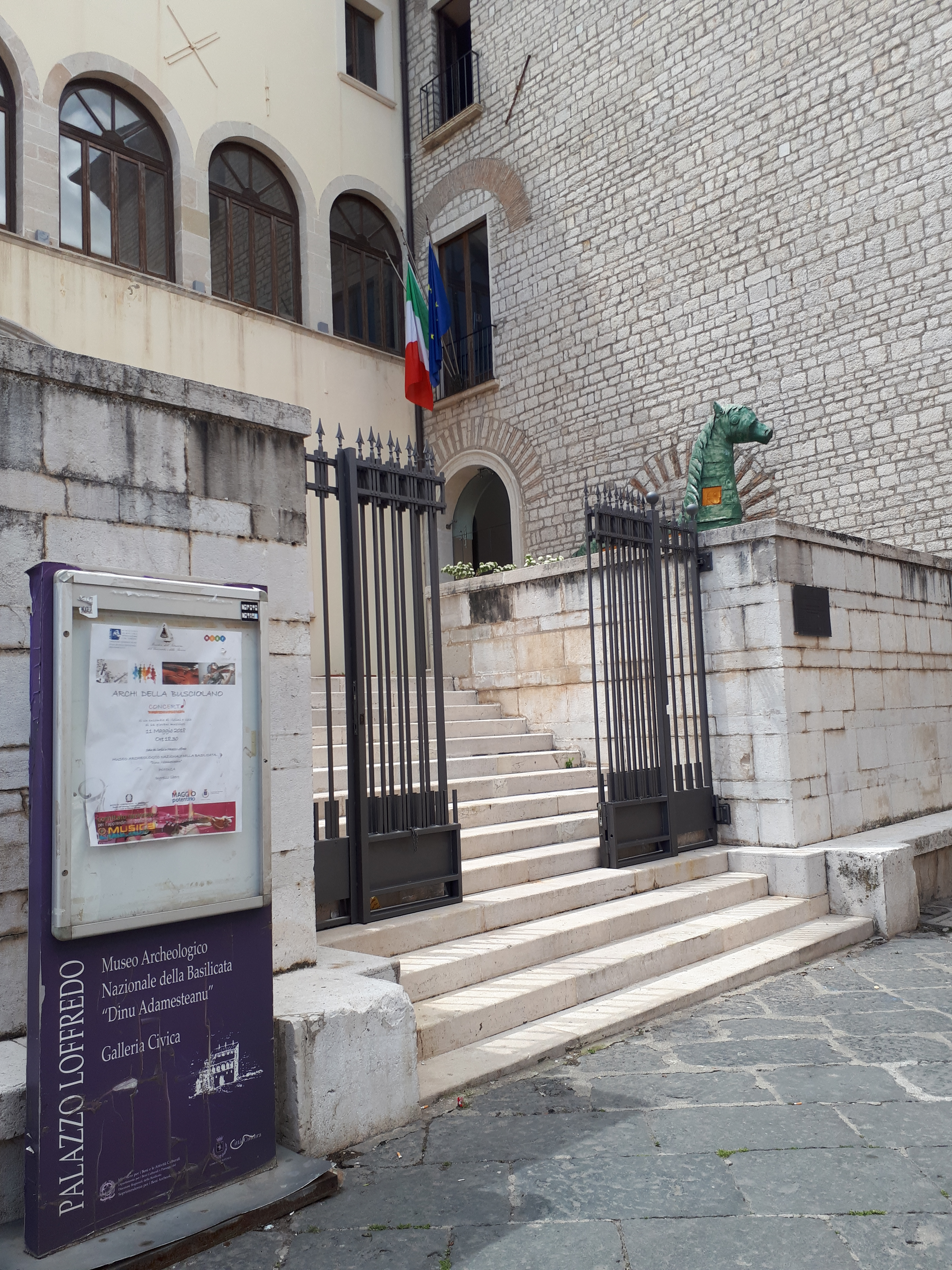
Scorcio dell'ingresso di Palazzo Loffredo con la gradinata monumentale

### Struttura originale e cinquecentesca
Lo stabilimento attuale conserva la struttura monasteriale del chiostro centrale, attualmente esistente. Nell'attuale corpo del palazzo vennero inglobate le fondamenta del monastero, che costituirono materiale di spoglio per la costruzione del nuovo Palazzo Guevara, secondo l'abitudine di non demolire completamente edifici sacri ed includerli nei nuovi progetti di costruzione, sia per conservare la sacralità dell'edificio sacro, sia per conservarne la memoria nella mentalità collettiva.
Nei primi due secoli del dominio borbonico il palazzo comitale aveva una forma quasi cubica e priva della corte antistante. Il palazzo si ergeva su tre livelli: un primo, seminterrato, con accesso carrabile a valle; un piano nobile caratterizzato, nel prospetto da una loggia cinquecentesca a cinque archi a pieno sesto; un ultimo livello privo di aperture sul fronte principale, coperto da un tetto a spioventi.

### Gli interventi e gli ampliamenti del XVII e XVIII secolo
Dopo il Concilio di Trento l'edilizia religiosa ebbe uno sviluppo più notevole rispetto a quella nobiliare, soprattutto per disponibilità economica dei conti. Imponente tuttavia risultava il Palazzo Comitale, che occupava una vasta area di fronte all'episcopato e alla Cattedrale. Era dotato di un ampio cortile con le scuderie e di una cappella privata. Sul volgere del '500, prospiciente il palazzo sorse la Cavallerizza dei Conti: la fabbrica, dotata di un'ampia corte, presenta ancor oggi un fronte definito da un robusto portale bugnato, che si apre su Largo Pignatari, sorto nello stesso periodo. Nel 1709 vennero accorpate nel complesso alcune case costruiti su terreni attigui di proprietà del monastero di San Francesco e nel 1722 il palazzo e le sue pertinenze occupavano un'area che si estendeva a sud fino all'attuale via Pretoria.

## La struttura attuale

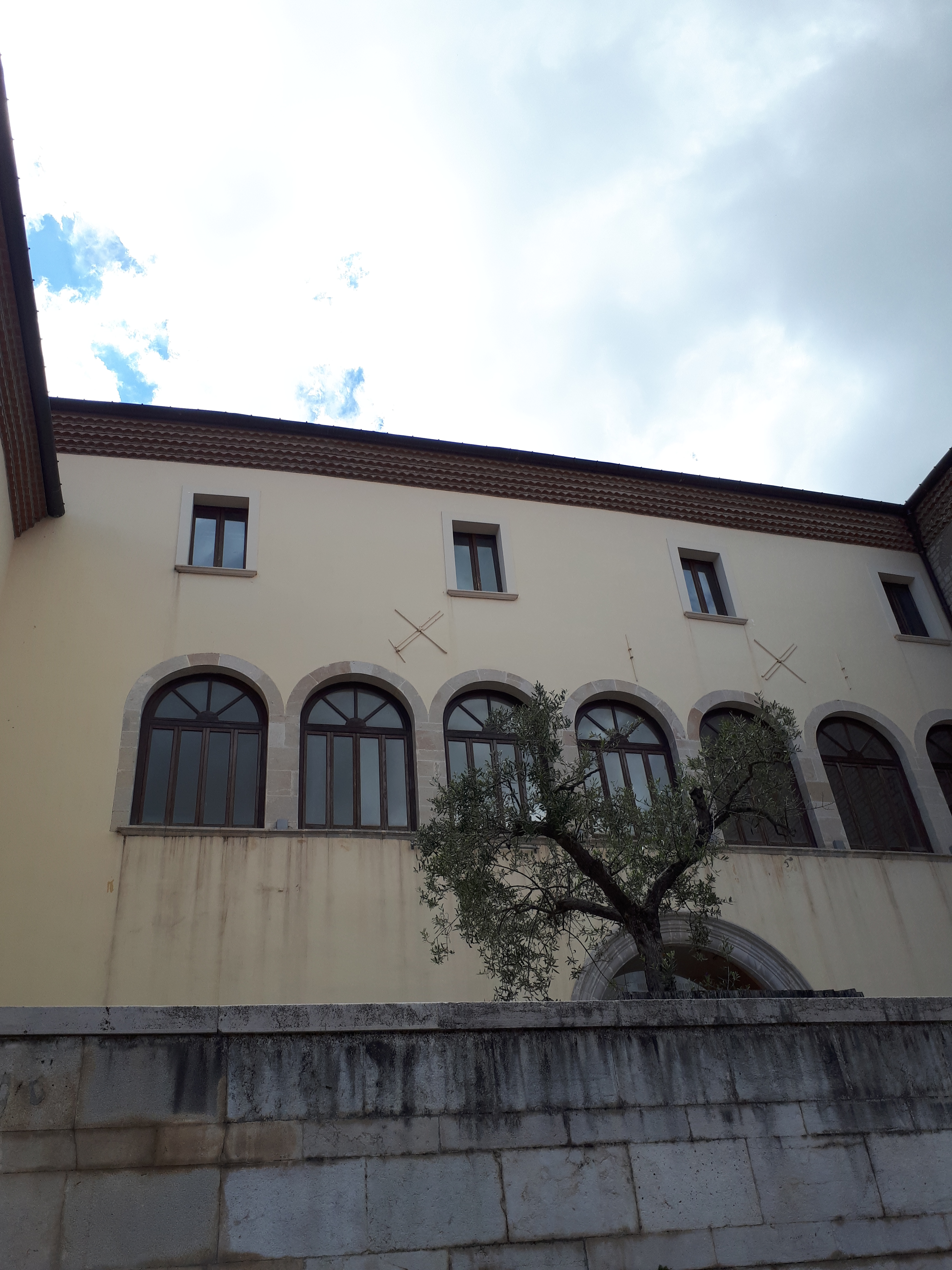
Dettaglio della facciata principale di Palazzo Loffredo

### L'ingresso attuale
Il restauro dell'edificio compiuto nel Settecento dai conti Loffredo, diede all'edificio il suo aspetto attuale. La novità più rilevante fu la costruzione della gradinata monumentale che conduce all'attuale ingresso, sormontata da una loggia d'ingresso dove sono ubicate le due porte con fastosi portali in stile catalano-durazzesco e dello stesso stile sono i numerosi archi, che adornano con i loro stipiti e archi a tutto sesto, le sovrastanti finestre che donano completezza e bellezza architettonica a tutto il prospetto d'ingresso del palazzo stesso. Gli archi sono stati realizzati dal maestro Pappacoda di Lacedonia.

### Lo stile catalano-durazzesco
Nel capoluogo lucano sono attestati numerosi esempi di architettura tardo-gotica, che in Basilicata nel XV secolo ebbe ampia diffusione, specialmente nella variante catalano-durazzesca. Tale corrente architettonica nasce dall'incontro tra il gotico angioino-durazzesco, espressione meridionale del tardogotico europeo, con quello catalano e senese, introdotto fra '400 e '500 da lapicidi napoletani e casertani che operarono nel Mezzogiorno d'Italia. A Potenza, oltre che nel portale del Palazzo Loffredo, tale corrente architettonica è attestata negli absidi di Santa Maria del Sepolcro e del convento di San Francesco, nel portale d'ingresso di quest'ultimo convento e nell'arco d'ingresso del Sedile (andato distrutto nella seconda metà dell'800). La soluzione architettonica dell'arco in tali edifici prevede il peduccio d'imposta, riccamente decorato con motivi geometrici e floreali, su cui termina l'ultima ghiera.